# Милан Поповић (архитекта)
Милан Поповић (1987) је српски архитекта и политичар.

## Биографија
Завршио је Архитектонски факултет Универзитета у Београду, одсек за конструкције. Био је одборник Доста је било у скупштини ГО Звездара и члан главног одбора странке, али је напустио странку 2018. године. Писао је колумну за портал ДЈБ-а, а његове чланке о нелегалној градњи у Београду пренели су многи интернет портали, укључујући и Србин инфо. Припадник је ЛГБТ+ популације, и један од ретких политичких радника у Србији који је јавно признао своју сексуалност у часопису Оптимист. Након одласка из ДЈБ-а, постао је члан СМС-а (Странка модерне Србије), због чега је критикован од стране бивших колега, посебно Бранке Стаменковић, која га је назвала лажном опозицијом  и прелетачем.